# Clematoclethra scandens
Clematoclethra scandens är en tvåhjärtbladig växtart. Clematoclethra scandens ingår i släktet Clematoclethra och familjen Actinidiaceae.

## Underarter
Arten delas in i följande underarter: